# Boys Beware
Boys Beware is een Amerikaanse informatieve film uit 1961. De film werd gemaakt door Sid Davis in opdracht van de Amerikaanse overheid om jongens te waarschuwen voor homoseksuelen. De sodomiewetgeving in de Verenigde Staten stelde homoseksueel gedrag strafbaar. In de film wordt de homoseksueel afgeschilderd als een man die ziek is van geest, het gemunt heeft op jongens en soms overgaat tot geweld. De film bevindt zich in het publiek domein.
Er is ook een soortgelijke film gemaakt bedoeld voor minderjarige meisjes genaamd Girls Beware.
De film is onderdeel van de collectie Prelinger Archives.